# Señales neuronales
Un gran número de moléculas extracelulares actúan como señales neuronales para la guía de neuritas o de los conos de crecimiento axónicos
. Estas moléculas extracelulares peri-neuronales son de gran importancia en la migración neuronal y en la formación de circuitos neuronales. 

## Señales no difusibles (fijas)
Las proteínas de señal de guía del axón consisten en moléculas secretadas y moléculas ancladas a la membrana con características tanto atractivas como repulsivas.
Las señales fijas para la guía del axón, son marcadores de la superficie celular y del microambiente extracelular. Son fundamentalmente moléculas adhesivas que en cierta forma «indican el camino» a seguir, como si fueran carreteras moleculares. 

### Moléculas de la matriz extracelular
Son sustancias producidas por células pero no directamente fijadas a las membranas celulares. La matriz extracelular es rica en moléculas grandes a las cuales se fijan los conos de crecimiento. 
- Laminina: Produce la agregación de células. Es una molécula de adhesión al igual que la fibronectina.
- Fibronectina: Glucoproteína de las membranas de las células del epitelio que bordea las vías de migración de las células de la cresta neural. Aporta lugares de adhesión de los receptores y facilita el desplazamiento de las células migratorias.
- Integrinas: Son receptores específicos que se fijan a las moléculas anteriores desencadenando una cascada de acontecimientos en el interior del cono de crecimiento, que comprenden cambios en los niveles de los mensajeros intracelulares como calcio y trifosfato de inositol) que promueve y guía la extensión de los axones.

### Moléculas de la superficie celular
Son moléculas de adhesión o moléculas que influyen en la extensión de los axones.
- Cadherinas: Son una clase de proteínas que influyen en la extensión de los axones y se encuentran sobre el cono de crecimiento y las superficies de las células con las cuales interacciona este cono. Reconocen a otras cadherinas sobre las superficies celulares y se fijan a ellas (son dependientes de calcio).

- Moléculas de adhesión celular: Son independientes de calcio. Se componen de dos tipos principales:
  - Moléculas de adhesión celular Ng: También llamadas moléculas de adhesión celular de la neurona-glía. Promueven la elongación de los axones a lo largo de los astrocitos y las células de Schwann en el SNC y el SNP.
  - Moléculas de adhesión celular N: También llamadas moléculas de adhesión celular neurales. Las interacciones entre estas moléculas permiten que los axones adyacentes formen haces a medida que se extienden y que los axones que crecen más tarde sigan por los caminos de sus precursores.

- IN-1 (inhibidor-1): Es una clase de inhibidor que está ligado a las superficies celulares o a la matriz extracelular. Actúa previniendo la extensión de los axones cercanos. Es secretada por los oligodendrocitos del SNC (células gliales productoras de mielina) e incorporada a las vainas de mielina que rodean a los axones centrales.

## Señales difusibles
Las señales difusibles son moléculas marcadoras que establecen un gradiente químico de atracción o repulsión para los axones en crecimiento. Es difícil establecer la identidad de estas señales.

### Atrayentes quimiotrópicos
Algunas moléculas que generan atracción sobre las neuronas son:
- Netrinas: Es la primera familia de moléculas que se descubrió que cumple los requisitos para ser un atrayente quimiotrópico. La inserción de genes de netrinas en células no neuronales hace que las células secreten netrinas y que actúen como fuentes quimiotrópicas para los axones comisurales.

### Inhibidores y quimiorrepelentes
- Netrinas: Además de comportarse como un atrayente quimiotrópico, las netrinas ejercen efectos inhibitorios del crecimiento sobre otros grupos de axones en crecimiento. Realmente, la misma señal indica a un conjunto de axones (las fibras comisurales) que se acerque, mientras simultáneamente envía un mensaje a otros axones para que se mantengan alejados.
- Semaforinas: Son cuatro proteínas relacionadas estructuralmente. Pueden existir como moléculas secretadas o de la superficie celular, y sus genes se expresan en patrones específicos en los embriones en desarrollo, tanto de los vertebrados como de los invertebrados. Las semaforinas secretadas rechazan grupos específicos de axones en crecimiento sin tener ningún efectos sobre otros.